# MikroTik RouterOS

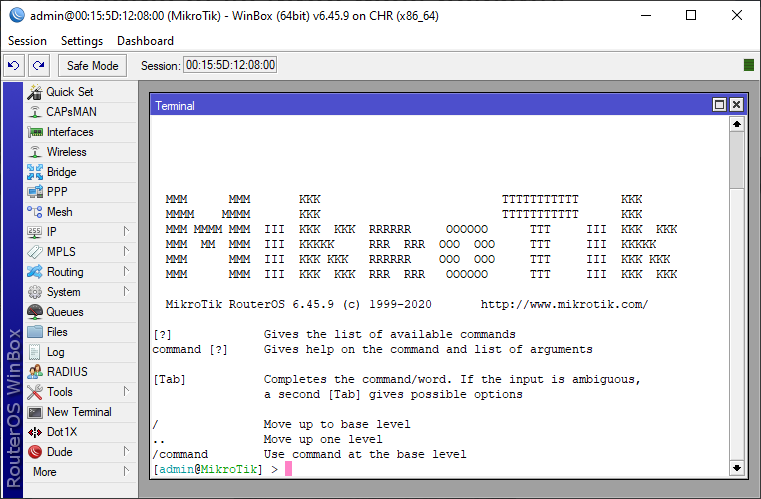
Příkazový řádek RouterOS v okně grafického rozhraní aplikace vzdáleného přístupu WinBox

MikroTik RouterOS je routerový operační systém založený na Linuxu, vhodný zejména pro bezdrátové spoje a jako bezpečný HW firewall, popřípadě router, se snadnou GUI konfigurací. Komunikace s tímto OS se v současnosti provádí zejména přes webové rozhraní (WebFig), GUI Winbox, SSH, Telnet, sériovou konzoli, API, mobilní aplikace, Mac-Telnet (specifický protokol komunikující po 2. síťové vrstvě na správu OS bez zavedení IP adres). Dnes je tento OS zejména uplatňován u kvalitních bezdrátových spojů 802.11a, 802.11b/g, 802.11n, 802.11ac, 802.11ax, 802.11ad. Systém pracuje plně s podporou IPv4 a IPv6 protokolu.

## Winbox
Jedná se o propracované GUI, jehož prostřednictvím lze spravovat většinu prvků v systému MikroTik RouterOS. Aplikace je dostupná pouze pro operační systém Windows, pod jinými systémy jako je macOS nebo Linux výrobce podporuje spouštění pod emulačním nástrojem Wine.

## Forma distribuce
Tento routerový operační systém je koncipován pro platformy: i386, mips, powerpc, arm, arm64 a je distribuován v podobě instalačních balíčků NPK pro embedded řešení, v podobě předinstalovaného systému na RouterBOARDu či v podobě klasického ISO souboru jako obrazu CD k vypálení.

## Historie
Vývoj MikroTik RouterOS sahá do roku 1995 kdy společnost MikroTik začala svou činnost vývojem a prodejem bezdrátových systémů zejména pro ISP. Původně byl tento OS vyvíjen v Lotyšsku pro dřívější Sovětský svaz. Následné zkušenosti s PC přivedly vývojáře k vybudování routovacího software MikroTik v2 PC, který přinesl výraznou stabilitu, ovladatelnost a flexibilitu pro všechny typy komunikačních periférií a kompatibilitu routovacích systémů založených na standardu PC.
Od roku 2022 vyšla vydána Router OS stabilní verzí 7, která mimo jiné podporuje použití certifikátu společnosti Let's Encrypt.

## Praktické použití
- Bezpečnostní Firewall (pravidla podobná iptables) - stavový firewall
- Komplexní CPE pro poskytovatele internetu s podporou protokolu TR-069, autorizací služeb AAA (Radius) a plné podpory IPv6 pro zákazníky
- Omezující Firewall (QoS)
- VPN (Tunel) Server/Klient s podporou protokolů PPP, PPTP, L2TP, OVPN, EoIP, IPsec,
- WiFi zařízení v režimech AP, Klient, WDS, Nstreme (Podpora protokolů 802.11abgnac)
- 3G/LTE připojení
- Kompletní Hotspotové řešení včetně billingu pro hotely, letiště, kavárny, ...
- Proxy server
- Bridge
- Router s podporou dynamických protokolů (RIP, OSPF, BGP, MPLS, MME)
- Syslog
- TrafficMonitor Server

## Příklad nastavení
Následující příklad demonstruje základní nastavení routeru - překlad adres NAT z vnitřní sítě 192.168.1.0/24 na fiktivní veřejnou adresu 1.2.3.5.
```
/ip address add address=192.168.1.1/24 interface=ether1
/ip address add address=1.2.3.5/25 interface=ether2
/ip route add dst-address=0.0.0.0/0 gateway=1.2.3.6
/ip firewall nat add chain=src-nat action=masquerade out-interface=ether2
```

## Jak se naučit s Router OS
Pro práci s tímto systémem vám vždy nemusí stačit obecné znalosti o síti a jejích prvcích, proto je vhodné čerpat informace z webu výrobce, kde je k dispozici kvalitní a rozsáhlá dokumentace. Vzhledem k rozsáhlosti Router OS jsou pořádány odborná školení pod programem vzdělávání MikroTik Academy, zakončená certifikačními testy které jsou pod dohledem certifikovaných lektorů za předem stanovených specifických kritérií.